# Дуккха
Ду́ккха, ду́хкха (санскр. दुःख, IAST: duḥkha; букв. «боль, дискомфорт, неприятное») — термин, обычно передаваемый с языков пали и санскрита как «страдание». Играет центральную роль в буддизме, где Четыре Благородные Истины о страдании преподаются как ключ для достижения конечной цели — просветления, освобождения от страданий. Наряду с анитья и анатманом составляет Три характеристики бытия.

## Особенности перевода
Термин «дуккха» в буддийских текстах вряд ли можно переводить как собственно «страдания». Современные словари предлагают варианты болезненное, неприятное, чувство. Но многие исследователи (Ф. И. Щербатской, В. Н. Топоров) протестуют против буквального перевода. Щербатской отмечает бессмысленность таких выражений, как «элемент зрения есть страдание», и предлагает переводить «духкха» как «беспокойство» или «волнение». Топоров, анализируя аналогичное санскритскому «духкха» палийское «дукха», отмечает, что этим словом в палийских текстах (Самьюта-Никая, например) характеризуется «приятное», «неприятное», «нейтральное» и предлагает переводить термин «дукха» как «беспокойная неудовлетворённость». В. И. Рудой отмечает, что любое сансарическое наслаждение включает в себя следующие элементы: недостаточная интенсивность наслаждения по сравнению с ожидаемой, его быстротечность, боль его утраты, мучительное стремление к его повторению. Основа этих элементов — неудовлетворённость .
Если сущность сансары — страдание, то сущность нирваны — блаженство, а такой трактовки понятия нирваны (по крайней мере, в Тхераваде) буддизм избегает, предлагая считать её вечным покоем. Таким образом, сущность сансары — беспокойство, а не страдание. Можно вспомнить, что тибетцы перевели на свой язык слово «йога» (связь, соединение) словом «налджор», означающим «успокоение».
Слово duḥkha используется в одном из имён-эпитетов Шивы — dāridrya-duḥkha-dahana — «уничтожитель бедности и несчастья». Это имя употребляется в dāridrya-duḥkha-dahana śiva stotra Vasishtha Muni (Уничтожающая бедности несчастья Шивастотра Васиштха Муни).

## Классификация
- Страдания страданий — это собственно страдания сами по себе, как мы их понимаем в обыденном смысле: физическая и душевная боль повседневной жизни, страх, депрессия и т. д.

- Страдания перемен появляются благодаря изменчивости мира, его непостоянству. Обычно этот вид страданий мы воспринимаем как удовольствие, но на самом деле это лишь ослабление боли. Например, после того, как мы замёрзли, мы стремимся к теплу и первое время, когда страдания холода и страдания тепла примерно одинаковы, мы испытываем страдания перемен, однако позднее страдания тепла усиливаются и приводят нас уже к поиску холода. Точно так же мы ищем нового спутника жизни, новую работу, новую страну проживания и т. д. Значит, внутренняя природа подобных переживаний наслаждения болезненна.

- Всепроникающее страдание возникает благодаря неведению или заблуждению относительно природы реальности. Это более глубокий уровень страдания — страдание всепронизывающей обусловленности. Наши ум и тело находятся под влиянием кармы (тенденций, порождённых нашими прошлыми поступками), а также под влиянием пагубных, бесплодных эмоций — таких как привязанность и ненависть. В обычную жизнь мы приходим из всеобъемлющей сферы воздействия кармы и разрушающих эмоций с тем, чтобы вновь оказаться в ней же. Даже нейтральные эмоциональные состояния не свободны от влияния причин и обстоятельств, которые человек не может контролировать. Человек вовлечён в процесс, предполагающий страдание.